# TSV Marburg-Ockershausen
Der TSV Marburg-Ockershausen ist ein Sportverein aus der Marburger Stadtteilgemeinde Ockershausen.

## Geschichte
Der Turn- und Spielverein (TSV) Marburg-Ockershausen wurde 1898 gegründet und ist somit einer der ältesten Sportvereine Marburgs. In den Anfangsjahren lag der Schwerpunkt des Vereins auf Kraftsport, vor allem auf Boxen, Gewichtheben und Tauziehen. Bedeutende Sportler in der Zeit vor dem Ersten Weltkrieg waren der Boxer Adam Müller und der Gewichtheber Johann Scherr. Müller, den man den Bullen von Marburg nannte, gewann bis 1905 zahlreiche Preise und schloss sich dann in Frankfurt am Main einer Artistentruppe an, die ab 1910 Tourneen in den USA absolvierte. Scherr ging in die Vereinsgeschichte als der ewige Zweite ein, da er nach 1900 für etwa ein Jahrzehnt auf Landesebene mehrfach als Favorit gehandelt wurde, bei Wettkämpfen aber stets nur Vizetitel holte. Im Ersten Weltkrieg kam die Vereinsentwicklung zum Erliegen, da viele der aktiven Sportler ins Feld zogen. Insgesamt 23 Vereinsmitglieder ließen im Krieg ihr Leben.
Der Neubeginn des Vereins nach dem Ersten Weltkrieg gestaltete sich schwierig, da in der Inflationszeit kaum Sportgerät und -kleidung angeschafft werden konnte. Nach dem Ende der Inflation sorgte eine großzügige Zuwendung der Marburger Familie Jahnow für eine Stabilisierung der Vereinsfinanzen. Für Männer wurde wieder hauptsächlich Kraftsport, aber auch einige Ballsportarten angeboten. Außerdem wurde ein eigener Spielmannszug gebildet, aus dem die heutige Musikabteilung hervorging. 1924 wurde eine Leichtathletik-Abteilung für Frauen gegründet, in der anfangs Bändergymnastik und Tanz praktiziert wurden. Unter der Leitung von Otto Conrad, der ab den späten 1920er Jahren auch sportliche Ausflugsfahrten wie z. B. Skiausflüge anzubieten begann, wuchs die Beliebtheit und die Mitgliederzahl des Vereins immens. Conrad war ein früher Netzwerker, da er auch vereinsübergreifende Aktivitäten, darunter eine Kooperation mit dem Kurhessischen Verein für Luftfahrt im nahen Cölbe und mit weiteren Vereinen aufnahm. In Folge von Conrads Aktivitäten fusionierten mehrere kleinere Vereine, wie der ehemalige katholische Arbeitersportverein mit dem TSV, der wiederum mit seiner Musikabteilung das Kulturprogramm von Veranstaltungen anderer Vereine bestritt.
In der Zeit des Nationalsozialismus wurde der Verein wie auch alle anderen Sportvereine Marburgs gleichgeschaltet. Fatal für den Verein war, dass sich einst die jüdischstämmige Familie Jahnow für den TSV engagiert hatte, so dass der TSV kaum mehr in den Genuss von staatlicher Sportförderung kam, vielmehr übernahmen NS-Organisationen wie Kraft durch Freude die Ski-Ausfahrten und sonstigen bisher für den Verein typischen Aktivitäten. Im Zweiten Weltkrieg kam die Vereinstätigkeit abermals zum Erliegen.
Der Verein wurde 1948 neu gegründet. Da Kraftsport aus der Mode gekommen war und die klassischen Ballsportarten von zahlreichen anderen Vereinen angeboten wurden, konzentrierte man sich in der Nachkriegszeit auf Leichtathletik, Tischtennis und Rollsport, später auch auf Badminton und Volleyball.
1974 wurde im Verein eine Rhönradabteilung gegründet, die heute zum Aushängeschild des Vereins geworden ist: Unter anderem wurde der Verein Deutscher Mannschaftsmeister im Rhönradturnen 2002. Mehrere Turnerinnen des TSV Marburg-Ockershausen gewannen zahlreiche Einzel-Weltmeistertitel.

## Rhönradabteilung

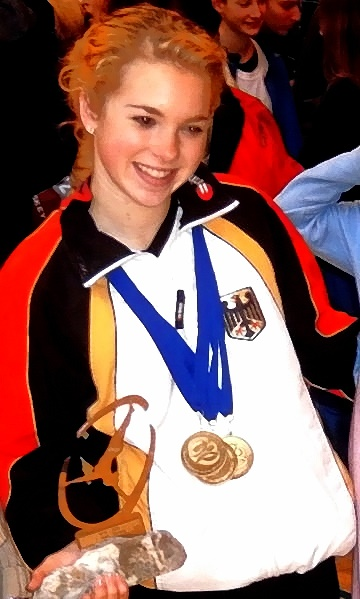
Vierfache Weltmeisterin bei der WM 2005: Laura Stullich

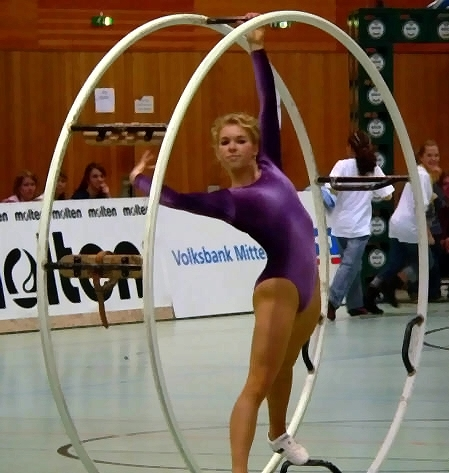
Laura Stullich in Aktion

Victoria Hennighausen gewann bei der WM 2007 in Salzburg zwei Jugendweltmeistertitel. Laura Stullich erreichte bei der Rhönrad-Weltmeisterschaft 2005 in Aachen und im belgischen Bütgenbach alle vier erreichbaren Jugendtitel in den Disziplinen Mehrkampf, Geradeturnen, Spiraleturnen und Sprung und trug zudem dazu bei, dass Deutschland erfolgreichste Nation der WM wurde. Friederike Schindler erlangte in den Jahren zuvor acht Weltmeisterschaftstitel.

### Mannschaftserfolge
- 2001:
  - Bronze bei der deutschen Vereinsmeisterschaft
- 2002:
  - Meistertitel bei der deutschen Vereinsmeisterschaft in Marburg
- 2014:
  - Meistertitel bei der deutschen Vereinsmeisterschaft in Brilon

### Einzelerfolge
- 1997:
  - Deutsche Schülermeisterschaft durch Friederike Schindler
- 1998:
  - Deutsche Schülermeisterschaft durch Friederike Schindler
- 2001:
  - Vier Weltmeistertitel durch Friederike Schindler bei der WM in Liestal
  - Deutsche Schülermeisterschaft durch Laura Stullich
  - Deutsche Jugendmeisterschaft durch Friederike Schindler
- 2003:
  - Vier Jugend-Weltmeistertitel durch Friederike Schindler bei der WM in Lillehammer
  - Zwei Jugend-WM-Silbermedaillen durch Laura Stullich
  - Eine Jugend-WM-Bronzemedaille durch Hanna Neff
- 2005:
  - Vier Jugend-Weltmeistertitel durch Laura Stullich bei der WM 2005 in Aachen und Bütgenbach
- 2006:
  - Deutsche Jugendmeisterschaft durch Victoria Hennighausen
- 2007:
  - Zwei Jugend-Weltmeistertitel durch Victoria Hennighausen bei der WM 2007 in Salzburg

## Andere Abteilungen
Neben der Rhönradabteilung gibt es heute noch weitere Abteilung wie beispielsweise für Tischtennis, Badminton und Volleyball. Weiterhin besteht eine Musikabteilung mit einem Blasorchester.